# Cleocnemis heteropoda
Espèce
Synonymes
- Berlandiella polyacantha Mello-Leitão, 1929
- Metacleocnemis borgmeyeri Mello-Leitão, 1929
- Berlandiella meridionalis Lise & Silva, 2011

Cleocnemis heteropoda est une espèce d'araignées aranéomorphes de la famille des Philodromidae.

## Distribution
Cette espèce est endémique du Brésil. Elle se rencontre au Minas Gerais, dans l'État de Rio de Janeiro, au Paraná et au Rio Grande do Sul.

## Description
Le mâle syntype mesure 3,5 mm et la femelle syntype 3,5 mm.
Le mâle décrit par Prado, Baptista, Schinelli et Takiya en 2022 mesure 3,50 mm et la femelle 4,76 mm, les mâles mesurent de 3,42 à 3,88 mm et les femelles de 4,33 à 4,92 mm.

## Systématique et taxinomie
Cette espèce a été décrite par Simon en 1886.
Berlandiella polyacantha, Metacleocnemis borgmeyeri et Berlandiella meridionalis ont été placées en synonymie par Prado, Baptista, Schinelli et Takiya en 2022.

## Publication originale
- Simon, 1886 : « Espèces et genres nouveaux de la famille des Thomisidae. » Actes de la Société linnéenne de Bordeaux, vol. 40, p. 167-187 (texte intégral).